# Roger Boerjan
Roger Boerjan (Deinze, 5 september 1933 – aldaar, 16 november 2004) was een Belgisch politicus voor de CVP.

## Levensloop
Beroepshalve was hij fiscaal raadgever.
Boerjan werd een eerste maal verkozen als gemeenteraadslid in 1965 te Deinze. Na de eerste fusie in 1971 werd hij schepen, na de tweede fusie van 1977 eerste schepen om in 1980 burgemeester te worden van de Leiestad.
Hij overleed ten gevolge van kanker. Zijn uitvaartplechtigheid vond plaats in de Onze-Lieve-Vrouwkerk te Deinze.